# Louis Gallait

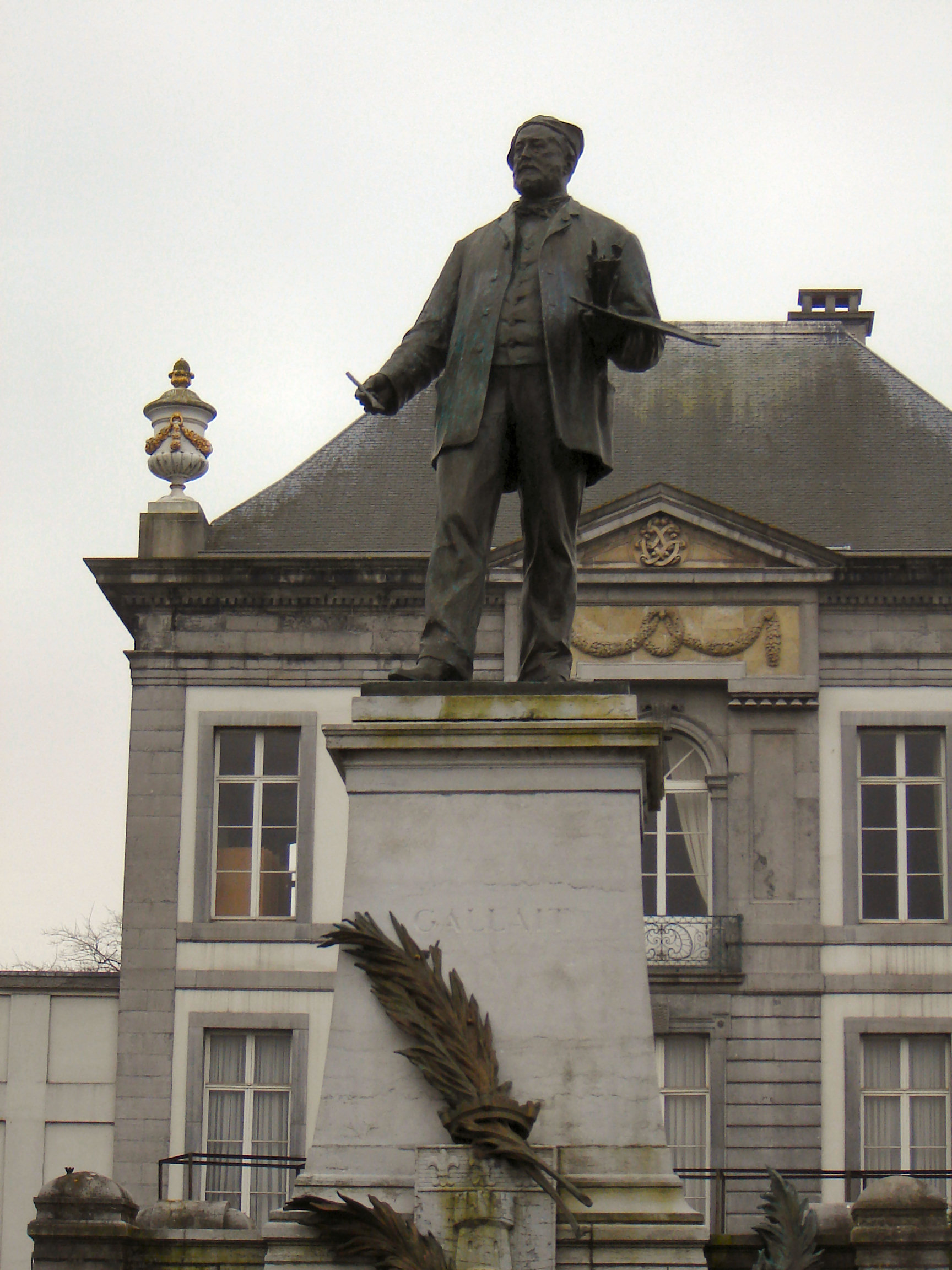
Estatua de Louis Gallait en Tournai.

Louis Gallait (Tournai, el 10 de mayo de 1810 - Bruselas, el 20 de noviembre de 1887) fue un pintor, acuarelista y grabador belga. Especialista de la pintura histórica, de los retratos y de las pinturas de género, en un estilo neoclásico.
Después de estudiar en la Athénée royale de Tournai, entra en un bufete como pasante. Por la noche, sigue los cursos de Philippe-Auguste Hennequin en la Académie de dessin de su ciudad natal. En 1832, obtiene su primer éxito con su pintura El dinero de César (Le denier de César) que le da el premio de historia en el concurso organizado por la sociedad de las Bellas Artes y de Literatura de la ciudad de Gante. A pesar de la negativa del burgomaestre José de Hulste a garantizarle la continuación de un subsidio de 300 francos que la ciudad de Tournai le concedía, Gallait viaja sin embargo a Amberes con magros recursos para completar su formación bajo la dirección de Matthieu-Ignace Van Brée. Su Cristo curando a los ciegos, expuesto en Bruselas en 1833, el hecho conocer del opinión pública y se compra inmediatamente para la catedral de Tournai por subscripción pública. Esta venta le permite ir a París a estudiar al Louvre maestros como Rubens, Ribera y Murillo.
- Wikimedia Commons alberga una categoría multimedia sobre Louis Gallait.

- Datos: Q538173
- Multimedia: Louis Gallait / Q538173